# Walter der Kanzler
Walter der Kanzler (lat. Galter(i)us cancellarius; frz. Gauthier le Chancelier; † nach 1122) war Kanzler des Fürstentums Antiochia. Er verfasste ein Bella Antiochena genanntes literarisches Werk.

## Leben
Über sein Leben ist wenig bekannt. Historiker sind sich uneinig über seine Herkunft. Er war entweder Franzose, wofür die vielen scheinbaren Gallizismen in seinem Latein sprächen, oder Italo-Normanne, da er vermutlich im Gefolge Rogers von Salerno nach Antiochia kam.
Unter dem Fürstregenten von Antiochia, Roger von Salerno, wurde er zwischen 1112 und 1114 Kanzler von Antiochia. 1119 nahm er an der Schlacht auf dem Ager Sanguinis teil, bei der Roger von Salerno getötet wurde. Er selbst geriet in Gefangenschaft und war zeitweise in Aleppo eingekerkert.

## Bella Antiochena
Sein Buch Bella Antiochena („Antiochenische Kriege“) berichtet in zwei Bänden über die Kriege des Fürstentums Antiochia gegen die Seldschuken im Zeitraum von 1114 bis 1122. Der erste Band behandelt insbesondere das schwere Erdbeben von 1114 und die Siege Rogers von Salerno in der Schlacht von Sarmin (1114) und in der Schlacht von Tell Danith (1115). Der zweite Teil berichtet insbesondere über das Unglück Rogers von Salerno, der in der Schlacht von Ager Sanguinis unterlag und getötet wurde und über dessen „Henker“, den Emir Ilghazi. Der Chronist Wilhelm von Tyrus verwendete Walters Werk als Quelle.